# Cameo
Cameo (Камео) — американський музичний гурт, що працює в стилі фанк і R'n'B. Був заснований в першій половині 1970-х років. Більшість знають цей колектив по одному хіту — «Word Up!» (1986), — але насправді гурт свого часу був одним з важливих гравців на фанк-сцені, особливо в 1970-х і 1980-х роках. На початку кар'єри, в 1970-і роки, Cameo з його жорстким драйвовим фанком, зміщенням стилів і гумором текстів часто порівнювали з Parliament/Funkadelic. У 1980-і роки гурт змінив стиль, ставши більш синтезаторним. Гурт активний і зараз, хоча його присутність на музичній сцені була помітна тільки по початку 2000-х років включно. Склад гурту змінювався, але вокалістом був і залишається Ларрі Блекмон.

## Дискографія
Альбоми
- Cardiac Arrest (1977)
- We All Know Who We Are (1978)
- Ugly Ego (1978)
- Secret Omen (1979)
- Cameosis (1980)
- Feel Me (1980)
- Knights of the Sound Table (1981)
- Alligator Woman (1982)
- Style (1983)
- She's Strange (1984)
- Single Life (1985)
- Word Up! (1986)
- Machismo (1988)
- Real Men… Wear Black (1990)
- Emotional Violence (1991)
- In the Face of Funk (1994)
- Sexy Sweet Thing (2000)

## Цікаві факти
У його честь названий персонаж Cameo, який є другорядним антагоністом в манзі і аніме JoJo's Bizzare Adventure: Stardust Crusaders.